# Kasteel van Opwetten

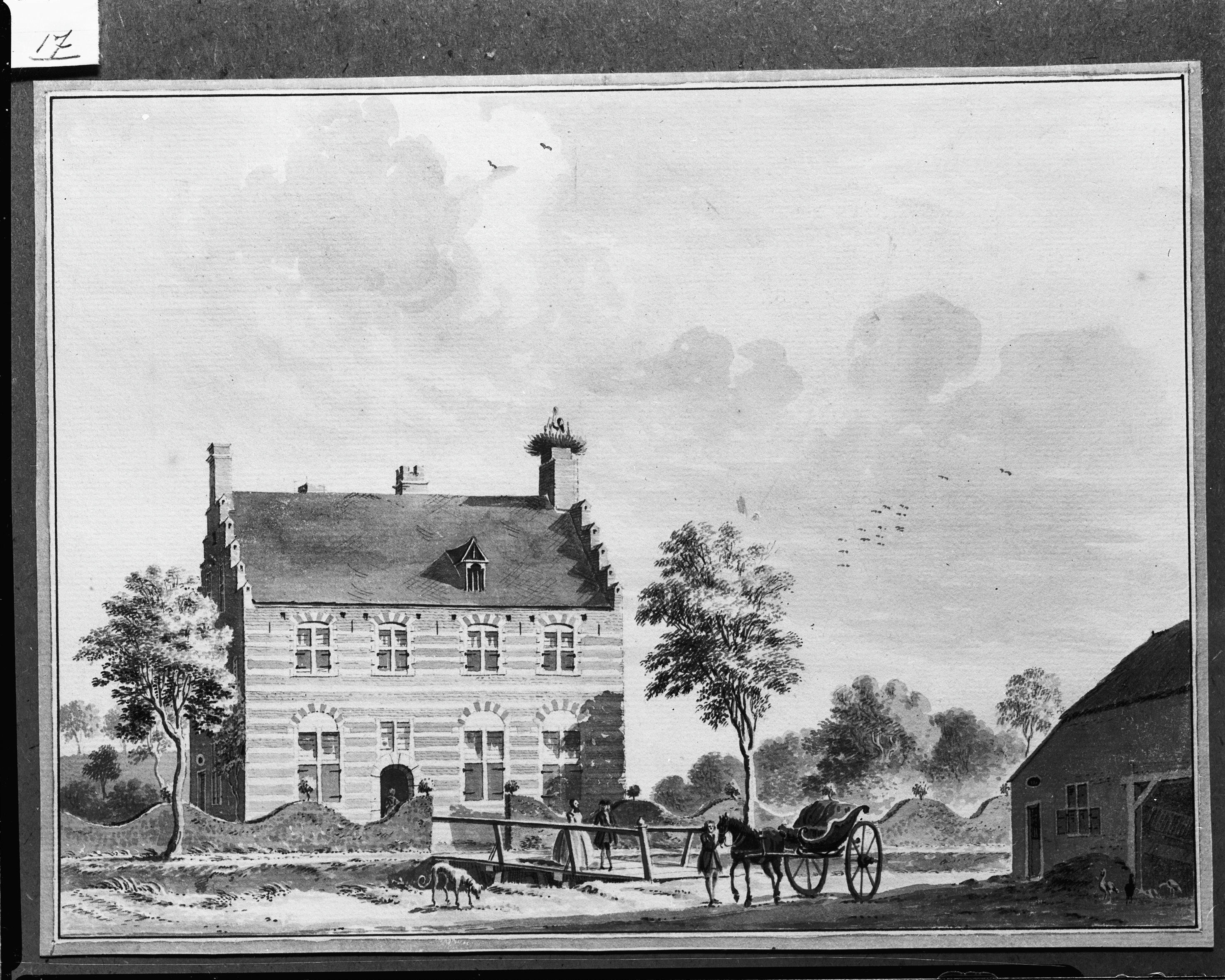
Kasteel van Opwetten

Het Kasteel van Opwetten (ook: Kasteel van Nuenen) is een voormalige edelmanswoning die zich bevond in de Nuenense buurtschap Opwetten.

## Geschiedenis
Vanouds was Nuenen een hertogsdorp en kwam als zodanig uiteindelijk rechtstreeks onder Koning Filips II van Spanje. Deze verkocht in 1558 een drietal heerlijkheden aan jonker Rutger van Berckel. Dit betrof de heerlijkheden Nuenen en Gerwen, Nederwetten en Tongelre.
Rutger van Berckel liet daarop dit kasteel bouwen aan de Vorsterdijk. Het is echter ook mogelijk dat het iets later werd gebouwd, namelijk door diens opvolger Floris van Berckel, die na Rutgers overlijden op 19 december 1575 de heerlijkheden in bezit kreeg. Een 17e-eeuws geschrift meldt: Item is aldaer gelegen seeker huys, ghebout by joncker Rutger van Berckel, nu toebehoorende Joncker Floris van Eyck, heere aldaer. Floris van Eyck was de opvolger van Floris van Berckel.
In 1597 schreef Floris van Berckel over de nieuwe huijssinge van Van Berckel, waaruit blijkt dat het kasteeltje toen reeds bestond.
Van het kasteeltje zijn enkele 18e-eeuwse tekeningen bewaard gebleven. Deze tonen een via een brug toegankelijk huis van twee bouwlagen onder zadeldak, geflankeerd door twee trapgevels. De gevel is versierd met speklagen.
In 1793 was nog sprake van een huysingh, genaemt t huys te Nuenen, met neerhysinghe, hove, groese, een hof en bussel voor de poort, een acker nevens de dreef en ackers aan de capel.
Het kasteeltje raakte in verval, en was in 1825 verdwenen om plaats te maken voor een boerderij.

## Heren en kasteelheren van Nuenen en Gerwen
De heren van Nuenen en Gerwen verbleven voornamelijk in 's-Hertogenbosch, maar kwamen af en toe op het kasteeltje wonen. Het betrof:
- Rutger van Berckel, heer van 1558-1575, gehuwd met Livina van Coudenhoven en begraven in 's-Hertogenbosch, waar de grafsteen van het echtpaar nog steeds aanwezig is in de Sint-Janskathedraal. Livina stierf op 2 februari 1589.
- Floris van Eyck genaamd van Berckel, heer van 1589-1609, geboren als Floris van Eyck, erfde kasteel en heerlijkheid. Hij trouwde met Hillegonda de Bever. Beiden stierven enkele dagen na elkaar in september 1609. Hun huwelijk was eveneens kinderloos.
- Floris van Eyck sr., neef van Floris van Eyck genaamd van Berckel, heer van 1609-1649, gehuwd met Beatrix Monicx.
- Floris van Eyck jr., zoon van voornoemde Floris en Beatrix, welke leefde van 1613-1654 en heer was van 1649-1654.
- Floris van Eyck sr. nam het beheer weer op zich, maar moest in 1658 de heerlijke rechten inlossen en was daarna nog slechts kasteelheer.
- Johan van Eyck, zoon van Floris van Eyck sr., gehuwd met Cecilia van Eyck. Cecilia liet missen in het kasteel opdragen, zodat dit kasteel als schuurkerk kon worden beschouwd. Johan stierf in 1668.
- Rudolph Francis van Eyck, zoon van Johan en Cecilia, gehuwd met Anna Margaretha de Wallop. Rudolph overleed op 17 november 1714. De veel jongere Anna Margaretha erfde het kasteel en overleed op 5 januari 1757. Het echtpaar had vijf kinderen, maar toen Anna Margaretha overleed waren nog slechts twee dochters in leven. Eén daarvan, Maria Cecilia, was zuster en abdis in de Munsterabdij te Roermond, waar ze in 1771 overleed.
- Clara Florentina van Eyck, de andere dochter, erfde in 1757 het kasteel. Ze was ongehuwd en overleed op 13 januari 1793. Het kasteel werd vermaakt aan Anna Gijsberta de Voocht-van Lom, een douarière die eveneens het kasteel bewoonde. Deze stierf echter op 24 april 1793.
- Johanna Maria Christina de Voocht, dochter van Anna Gijsberta, erfde het kasteel. De kasteelvrouwe trouwde in 1798 met Gerardus Dielissen en na diens dood in 1811 hertrouwde zij met Godefroid Leonard Loix. Zij woonden in Stratum.

De kasteelheren en -vrouwen verarmden geleidelijk en het kasteeltje raakte in verval. Omstreeks 1825 was het verdwenen en op de fundamenten ervan werd een boerderij gebouwd.